# فيل هيوز (لاعب كريكت)
فيل هيوز (17 يونيو 1991 في المملكة المتحدة - ) (بالإنجليزية: Phil Hughes)‏ هو لاعب كريكت بريطاني. لعب مع نادي جامعة كامبريدج للكريكيت ‏.

## وصلات خارجية
- فيل هيوز على موقع إي آس بي آن كريك إنفو (الإنجليزية)